# Jules Dang-Akodo
Jules Dang-Akodo, né le 2 mai 1996, à Yaoundé, au Cameroun, est un joueur anglais de basket-ball. Il évolue au poste de meneur.